# Rudolf Genschow
Rudolf Genschow (* 6. September 1925 in Plauen) war ein Oberst des Ministeriums für Staatssicherheit (MfS) der Deutschen Demokratischen Republik (DDR). Er war von 1953 bis 1990 leitender Mitarbeiter der Hauptverwaltung A (HVA) in Ostberlin, des Auslandsnachrichtendienstes der DDR.

## Leben
Genschow, Sohn eines Monteurs, erlernte nach der Volksschule den Beruf des Schlossers. 1943 wurde er in die deutsche Wehrmacht eingezogen und kämpfte im Zweiten Weltkrieg. 1945 geriet er in sowjetische Kriegsgefangenschaft, aus der er nach dem Ende des Kriegs entlassen wurde.
1946 wurde er Mitglied der KPD und nach der Zwangsvereinigung der KPD und der SPD in der sowjetischen Besatzungszone Mitglied der SED. Bis 1949 studierte er an einer Arbeiter-und-Bauern-Fakultät und der Universität Leipzig und wurde Diplom-Volkswirt. 1949 wurde er Dozent an der Deutschen Akademie für Staats- und Rechtswissenschaft „Walter Ulbricht“ (DASR).
1953 wurde Genschow vom MfS eingestellt und war zunächst an der als „Zentralschule der Gesellschaft für Sport und Technik „Etkar André““ getarnten Schule der HVA in Belzig tätig, deren stellvertretender Leiter er 1958 wurde. 1959 wechselte er in die Zentrale der HVA in Ostberlin und wurde stellvertretender Leiter der Hauptabteilung I, zuständig für den Staatsapparat der Bundesrepublik Deutschland.
1974 wurde Genschow nach einem Fernstudium an der Hochschule des Ministeriums für Staatssicherheit in Potsdam-Eiche zum Dr. jur. promoviert und zum Oberst befördert. Seine mit magna cum laude bewertete Dissertationsschrift trug den Titel „Die Entwicklung operativer Vorgänge zum systematischen Eindringen in die exekutive Führungszentrale des Bundeskanzlers in der BRD (Bundeskanzleramt)“ und war vom langjährigen Leiter der HVA, Markus Wolf, persönlich in Auftrag gegeben worden.
1975 stieg Genschow zum Leiter der Hauptabteilung I der HVA auf. 1984 war er vorübergehend Offizier für besondere Aufgaben bei der HVA-Leitung und wechselte 1985 in die HVA-Abteilung XVI, zuständig für die „Nutzung legaler Beziehungen“, deren Leiter er 1988 wurde.
Nach dem Ende der DDR erfolgte 1989 Genschows Freistellung und 1990 seine Entlassung aus dem Dienst.
1993 wurde Genschow als Zeuge im Prozess gegen den ehemaligen Leiter der HVA, Markus Wolf, gehört. In diesem Zusammenhang wurde bekannt, dass er diesen häufig auf Reisen begleitet hatte, die Zusammenarbeit mit anderen Geheimdiensten koordinierte und auch mit der Leitung verschiedener Firmen, die die HVA in mehreren europäischen Staaten betrieb, befasst war.